# Körner und Köter
Körner und Köter ist eine deutsche Fernsehserie, die von 2002 bis 2003 in neun Teilen auf dem Sender Sat.1 ausgestrahlt wurde.

## Entstehung
Im Herbst 2002 wurden auf Sat.1 fünf Pilotfilme gezeigt, unter denen die Zuschauer entschieden, welche drei in Serie gingen. Neben Mit Herz und Handschellen und Der Elefant – Mord verjährt nie wurde Körner und Köter gewählt. Der Pilotfilm entstand unter der Regie von Hans Werner; das Drehbuch zum Pilotfilm und für fünf weitere Bücher schrieb Sarah Schnier. Christian Demke schrieb drei Folgen. Die Filmmusik für den Pilotfilm stammt von Peter Wolf. Die Musik zu den acht Folgen lieferte Karim Sebastian Elias.

## Handlung
Georg Körner erbt von seiner Großtante Emilie eine Villa, die über 2 Millionen  Euro wert sein soll. Allerdings soll er diese Villa mit der Dogge der Großtante, Paulchen, teilen. Der soll bis zu seinem Lebensende mit in der Villa wohnen. Georg zieht ein, aber ist immer mehr genervt vom ungezogenen Hund. Er versucht es sogar vor Gericht.
Doch dann finden sie Briefe, die auf einen Schatz in der Villa hinweisen.

## Besetzung
- Georg Körner Max Tidof
- Karin Körner Nina Franoszek
- Luise Körner Nina Gummich
- Larissa Körner Alissa Jung
- Ilse Millner Ruth Drexel
- Martti Sven Martinek
- Mikka Arndt Schwering-Sohnrey
- Marianne Schäfer Justine del Corte
- Harald Ebeling Hendrik Duryn